# Adenochlaena
Adenochlaena es un género de plantas con flores perteneciente a la familia Euphorbiaceae. Comprende 7 especie descritas y de estas, solo 2 aceptadas.

## Taxonomía
El género fue descrito por Boivin ex Baill. y publicado en Étude générale du groupe des Euphorbiacées 472. 1858. La especie tipo es: Adenochlaena leucocephala Baill.

## Especies aceptadas
A continuación se brinda un listado de las especies del género Adenochlaena aceptadas hasta marzo de 2014, ordenadas alfabéticamente. Para cada una se indica el nombre binomial seguido del autor, abreviado según las convenciones y usos.
- Adenochlaena leucocephala Baill.
- Adenochlaena zeylanica (Baill.) Thwaites